# Astartoidea
Super-famille
Genres de rang inférieur
- Astartidae
- Cardiniidae

Astartoidea est une super-famille de mollusques bivalves. Elle est considérée comme synonyme de Crassatelloidea par WoRMS.

## Liste des familles
Selon ITIS (1 juin 2016) :
- famille Astartidae  d'Orbigny, 1844
- famille Cardiniidae  Zittel, 1881